# Sport Club Fortuna Köln 2018-2019
Questa voce raccoglie le informazioni riguardanti lo Sport Club Fortuna Köln nelle competizioni ufficiali della stagione 2018-2019.

## Stagione
Nella stagione 2018-2019 il Fortuna Colonia, allenato da Uwe Koschinat, André Filipovic, Tomasz Kaczmarek e Oliver Zapel, concluse il campionato di 3. Liga al 19º posto e fu retrocesso in Regionalliga.

## Rosa
| N. |                                 | Ruolo | Calciatore       |
| -- | ------------------------------- | ----- | ---------------- |
| 1  | Germania (bandiera)             | P     | Nikolai Rehnen   |
| 2  | Germania (bandiera)             | D     | Dominik Ernst    |
| 3  | Germania (bandiera)             | D     | Bernard Kyere    |
| 4  | Mozambico (bandiera)            | D     | Boné Uaferro     |
| 5  | Papua Nuova Guinea (bandiera)   | D     | Alwin Komolong   |
| 6  | Turchia (bandiera)              | C     | Okan Kurt        |
| 7  | Germania (bandiera)             | C     | Michael Kessel   |
| 8  | Germania (bandiera)             | A     | Moritz Hartmann  |
| 9  | Bosnia ed Erzegovina (bandiera) | A     | Benjamin Pintol  |
| 10 | Germania (bandiera)             | C     | Maik Kegel       |
| 13 | Germania (bandiera)             | D     | Alem Koljić      |
| 14 | Germania (bandiera)             | C     | Michael Eberwein |
| 15 | Francia (bandiera)              | A     | Anatole Ngamukol |
| 17 | Germania (bandiera)             | D     | Sebastian Schiek |
| 18 | Germania (bandiera)             | A     | Thomas Bröker    |

| N. |                      | Ruolo | Calciatore          |
| -- | -------------------- | ----- | ------------------- |
| 19 | Germania (bandiera)  | D     | Aaron Eichhorn      |
| 20 | Germania (bandiera)  | C     | Robin Scheu         |
| 21 | Germania (bandiera)  | P     | Jannik Bruhns       |
| 23 | Germania (bandiera)  | D     | Moritz Fritz        |
| 24 | Germania (bandiera)  | C     | Nico Ochojski       |
| 25 | Germania (bandiera)  | P     | Florian Kraft       |
| 26 | Israele (bandiera)   | D     | Joel Abu Hanna      |
| 27 | Germania (bandiera)  | A     | Maurice Exslager    |
| 28 | Germania (bandiera)  | D     | Steven Ruprecht     |
| 29 | Germania (bandiera)  | C     | Ali Ceylan          |
| 30 | Tunisia (bandiera)   | C     | Hamdi Dahmani       |
| 31 | Germania (bandiera)  | C     | Nico Brandenburger  |
| 33 | Germania (bandiera)  | P     | André Poggenborg    |
| 34 | Danimarca (bandiera) | C     | Kristoffer Andersen |

## Organigramma societario
Area tecnica
- Allenatore: Oliver Zapel
- Allenatore in seconda: André Filipovic
- Preparatore dei portieri: André Poggenborg
- Preparatori atletici: André Filipovic, Christian Osebold

## Calciomercato

### Sessione estiva
| Acquisti | Acquisti         | Acquisti             | Acquisti |
| R.       | Nome             | da                   | Modalità |
| -------- | ---------------- | -------------------- | -------- |
| D        | Steven Ruprecht  | Wehen Wiesbaden      |          |
| C        | Michael Eberwein | Borussia Dortmund II |          |
| A        | Moritz Hartmann  | Ingolstadt 04        |          |
| C        | Nico Ochojski    | Fortuna Colonia U19  |          |
| A        | Benjamin Pintol  | Hallescher           |          |
| P        | Nikolai Rehnen   | Arminia Bielefeld    |          |
| D        | Sebastian Schiek | Sonnenhof G.         |          |
| A        | Kwame Yeboah     | Paderborn            |          |

| Cessioni | Cessioni              | Cessioni               | Cessioni |
| R.       | Nome                  | a                      | Modalità |
| -------- | --------------------- | ---------------------- | -------- |
| D        | Christoph Menz        | Viktoria Berlino       |          |
| P        | Tim Boss              | Dinamo Dresda          |          |
| A        | Kai Burger            | SpVg Frechen 20        |          |
| A        | Amir Falahen          | F. Düsseldorf II       |          |
| A        | Manuel Farrona-Pulido | Osnabrück              |          |
| A        | Daniel Keita-Ruel     | Greuther Fürth         |          |
| C        | Markus Pazurek        | Borussia M'gladbach II |          |
| C        | Nils-Simon Remagen    | SpVg Frechen 20        |          |
| D        | Cimo Röcker           | Viktoria Berlino       |          |
| C        | Christopher Theisen   | Homburg                |          |

### Sessione invernale
| Acquisti | Acquisti         | Acquisti    | Acquisti |
| R.       | Nome             | da          | Modalità |
| -------- | ---------------- | ----------- | -------- |
| A        | Anatole Ngamukol | Stade Reims |          |
| P        | Florian Kraft    | Bochum      |          |
| D        | Joel Abu Hanna   | Magdeburgo  |          |

| Cessioni | Cessioni     | Cessioni       | Cessioni |
| R.       | Nome         | a              | Modalità |
| -------- | ------------ | -------------- | -------- |
| A        | Kwame Yeboah | Western Sydney |          |

## Risultati

### 3. Liga

#### Girone di andata
| Arbitro: | Schlager |

|                     |           |                                           |
| Hartmann 53’ (rig.) | Marcatori | 9’ Cueto 43’ Dadaşov 47’, 84’ Klingenburg |

| Arbitro: | Koslowski |

|          |           |                      |
| Sohm 90’ | Marcatori | 36’ Yeboah 70’ Scheu |

| Arbitro: | Storks |

|  |           |             |
|  | Marcatori | 76’ Muslija |

| Arbitro: | Weickenmeier |

|                      |           |  |
| Wachsmuth 66’ (rig.) | Marcatori |  |

| Arbitro: | Lechner |

|  |           |                         |
|  | Marcatori | 27’ Eberwein 57’ Schiek |

| Arbitro: | Alt |

|                     |           |  |
| Kegel 67’ Scheu 84’ | Marcatori |  |

| Arbitro: | Schröder |

|                                   |           |                                   |
| Thiele 35’ Biada 44’ Bergmann 88’ | Marcatori | 9’ Scheu 31’ Hartmann 90’ Uaferro |

| Arbitro: | Bokop |

|              |           |             |
| Ruprecht 17’ | Marcatori | 73’ Hofmann |

| Arbitro: | Gasteier |

|            |           |  |
| Heider 49’ | Marcatori |  |

| Arbitro: | Bacher |

|              |           |                       |
| Andersen 90’ | Marcatori | 62’ Aigner 68’ Kefkir |

| Arbitro: | Ittrich |

|  |           |           |
|  | Marcatori | 55’ Scheu |

| Arbitro: | Haslberger |

|                                   |           |              |
| Hartmann 6’ Uaferro 16’ Scheu 76’ | Marcatori | 57’ Weidlich |

| Arbitro: | Schultes |

|                                   |           |           |
| Hüsing 11’ Bülow 25’ Biankadi 36’ | Marcatori | 68’ Kegel |

| Arbitro: | Gerach |

|  |           |                                                                    |
|  | Marcatori | 5’ Kuhn 12’ Titsch-Rivero 19’, 44’, 77’, 88’ Schäffler 68’ Schmidt |

| Arbitro: | Osmanagic |

|                                                                             |           |  |
| Hain 6’, 65’ Greger 41’ Marseiler 45’ (rig.) Endres 50’ Schimmer 51’ (rig.) | Marcatori |  |

| Colonia 24 novembre 2018, ore 14:00 CET 16ª giornata | Fortuna Colonia | 0 – 0 referto | Kickers Würzburg | Südstadion (1 502 spett.)\| Arbitro: \| Alt \| |
| Arbitro:                                             | Alt             |               |                  |                                                |

| Arbitro: | Müller |

|                                                        |           |  |
| Brandenburger 22’ (aut.) Kleinsorge 38’ Proschwitz 75’ | Marcatori |  |

| Colonia 8 dicembre 2018, ore 14:00 CET 18ª giornata | Fortuna Colonia | 0 – 0 referto | Monaco 1860 | Südstadion (6 560 spett.)\| Arbitro: \| Bramlage \| |
| Arbitro:                                            | Bramlage        |               |             |                                                     |

| Arbitro: | Skorczyk |

|             |           |          |
| Röttger 36’ | Marcatori | 51’ Kurt |

#### Girone di ritorno
| Arbitro: | Osmers |

|  |           |                          |
|  | Marcatori | 5’ Eberwein 90’ Hartmann |

| Arbitro: | Reichel |

|  |           |          |
|  | Marcatori | 88’ Bahn |

| Arbitro: | Gerach |

|                                   |           |          |
| Roßbach 55’ Wanitzek 65’ Fink 80’ | Marcatori | 4’ Ernst |

| Arbitro: | Dietz |

|              |           |  |
| Eberwein 47’ | Marcatori |  |

| Arbitro: | Zorn |

|             |           |                                 |
| Dahmani 65’ | Marcatori | 67’, 70’ Hofmann 85’ Feigenspan |

| Arbitro: | Müller |

|  |           |           |
|  | Marcatori | 13’ Kegel |

| Arbitro: | Badstübner |

|                  |           |                                |
| Dahmani 13’, 76’ | Marcatori | 16’ Kühlwetter 27’ (rig.) Zuck |

| Arbitro: | Winkmann |

|            |           |                              |
| Wendel 90’ | Marcatori | 43’ Dahmani 90’ (rig.) Fritz |

| Colonia 12 marzo 2019, ore 19:00 CET 28ª giornata | Fortuna Colonia | 0 – 0 referto | Osnabrück | Südstadion (2 438 spett.)\| Arbitro: \| Brütting \| |
| Arbitro:                                          | Brütting        |               |           |                                                     |

| Arbitro: | Bramlage |

|             |           |             |
| Beister 13’ | Marcatori | 20’ Dahmani |

| Arbitro: | Hanslbauer |

|              |           |           |
| Eberwein 52’ | Marcatori | 85’ Ristl |

| Arbitro: | Heft |

|                                                      |           |                                                |
| Gjasula 7’ (rig.) Freitas 23’ Holthaus 80’ Mamba 86’ | Marcatori | 20’ Scheu 41’ (rig.) Fritz 74’ (aut.) Rangelov |

| Arbitro: | Fritsch |

|                  |           |            |
| Brandenburger 9’ | Marcatori | 84’ Breier |

| Arbitro: | Müller |

|                               |           |  |
| Schäffler 13’ Kyereh 62’, 90’ | Marcatori |  |

| Arbitro: | Skorczyk |

|             |           |            |
| Dahmani 16’ | Marcatori | 30’ Müller |

| Arbitro: | Zorn |

|                                        |           |  |
| Uaferro 49’ (aut.) Schuppan 54’ (rig.) | Marcatori |  |

| Arbitro: | Kampka |

|            |           |                   |
| Schiek 45’ | Marcatori | 70’ (aut.) Rehnen |

| Arbitro: | Lossius |

|                                      |           |                             |
| Kindsvater 18’ Mölders 45’ Owusu 85’ | Marcatori | 24’ Bröker 27’ (rig.) Fritz |

| Arbitro: | Schultes |

|  |           |                              |
|  | Marcatori | 33’ Pelivan 61’ (aut.) Hanna |

## Statistiche

### Statistiche di squadra
| Competizione | Punti | In casa | In casa | In casa | In casa | In casa | In casa | In trasferta | In trasferta | In trasferta | In trasferta | In trasferta | In trasferta | Totale | Totale | Totale | Totale | Totale | Totale | DR  |
| Competizione | Punti | G       | V       | N       | P       | Gf      | Gs      | G            | V            | N            | P            | Gf           | Gs           | G      | V      | N      | P      | Gf     | Gs     | DR  |
| ------------ | ----- | ------- | ------- | ------- | ------- | ------- | ------- | ------------ | ------------ | ------------ | ------------ | ------------ | ------------ | ------ | ------ | ------ | ------ | ------ | ------ | --- |
| 3. Liga      | 39    | 19      | 3       | 9       | 7       | 16      | 28      | 19           | 6            | 3            | 10           | 22           | 36           | 38     | 9      | 12     | 17     | 38     | 64     | -26 |
| Totale       | 39    | 19      | 3       | 9       | 7       | 16      | 28      | 19           | 6            | 3            | 10           | 22           | 36           | 38     | 9      | 12     | 17     | 38     | 64     | -26 |

### Andamento in campionato
| Giornata  | 1  | 2  | 3  | 4  | 5  | 6  | 7 | 8 | 9  | 10 | 11 | 12 | 13 | 14 | 15 | 16 | 17 | 18 | 19 | 20 | 21 | 22 | 23 | 24 | 25 | 26 | 27 | 28 | 29 | 30 | 31 | 32 | 33 | 34 | 35 | 36 | 37 | 38 |
| --------- | -- | -- | -- | -- | -- | -- | - | - | -- | -- | -- | -- | -- | -- | -- | -- | -- | -- | -- | -- | -- | -- | -- | -- | -- | -- | -- | -- | -- | -- | -- | -- | -- | -- | -- | -- | -- | -- |
| Luogo     | C  | T  | C  | T  | T  | C  | T | C | T  | C  | T  | C  | T  | C  | T  | C  | T  | C  | T  | T  | C  | T  | C  | C  | T  | C  | T  | C  | T  | C  | T  | C  | T  | C  | T  | C  | T  | C  |
| Risultato | P  | V  | P  | P  | V  | V  | N | N | P  | P  | V  | V  | P  | P  | P  | N  | P  | N  | N  | V  | P  | P  | V  | P  | V  | N  | V  | N  | N  | N  | P  | N  | P  | N  | P  | N  | P  | P  |
| Posizione | 19 | 12 | 16 | 19 | 13 | 10 | 7 | 9 | 12 | 14 | 11 | 10 | 12 | 14 | 17 | 16 | 16 | 17 | 17 | 15 | 15 | 17 | 15 | 16 | 15 | 15 | 14 | 14 | 14 | 15 | 16 | 15 | 17 | 18 | 19 | 19 | 19 | 19 |

Legenda:

Luogo: C = Casa; T = Trasferta. Risultato: V = Vittoria; N = Pareggio; P = Sconfitta.

### Statistiche dei giocatori
| K. Andersen      | 20 | 1 | 3  | 0 |
| N. Brandenburger | 34 | 1 | 11 | 0 |
| J. Bruhns        | 0  | 0 | 0  | 0 |
| T. Bröker        | 28 | 1 | 2  | 0 |
| A. Ceylan        | 5  | 0 | 0  | 0 |
| H. Dahmani       | 33 | 6 | 3  | 0 |
| M. Eberwein      | 38 | 4 | 3  | 0 |
| A. Eichhorn      | 0  | 0 | 0  | 0 |
| D. Ernst         | 33 | 1 | 13 | 1 |
| M. Exslager      | 9  | 0 | 0  | 0 |
| M. Fritz         | 22 | 3 | 8  | 0 |
| J. Hanna         | 8  | 0 | 1  | 0 |
| M. Hartmann      | 28 | 4 | 5  | 0 |
| M. Kegel         | 25 | 3 | 6  | 2 |
| M. Kessel        | 0  | 0 | 0  | 0 |
| A. Koljić        | 8  | 0 | 2  | 0 |
| A. Komolong      | 1  | 0 | 0  | 0 |
| F. Kraft         | 1  | 0 | 0  | 0 |
| O. Kurt          | 25 | 1 | 3  | 0 |
| B. Kyere         | 31 | 0 | 8  | 1 |
| A. Ngamukol      | 11 | 0 | 1  | 0 |
| N. Ochojski      | 1  | 0 | 0  | 0 |
| B. Pintol        | 11 | 0 | 1  | 0 |
| A. Poggenborg    | 0  | 0 | 0  | 0 |
| N. Rehnen        | 37 | 0 | 1  | 0 |
| S. Ruprecht      | 16 | 1 | 9  | 0 |
| R. Scheu         | 30 | 6 | 11 | 1 |
| S. Schiek        | 31 | 2 | 6  | 0 |
| B. Uaferro       | 34 | 2 | 6  | 0 |
| K. Yeboah        | 12 | 1 | 1  | 0 |